# 7 липня
7 липня — 188-й день року (189-й у високосні роки) в григоріанському календарі. До кінця року залишається 177 днів.

## Свята, пам'ятні дні

### Національні
- Україна: День працівника природно-заповідної справи. Відзначається щорічно згідно з Указом Президента (№ 629/2009 від 18 серпня 2009 р.)
- Білорусь,  Росія: Івана Купала (Іванів день).
- Соломонові Острови: Національне свято Соломонових островів. День Незалежності (1978)
- День міста Теребовлі

### Релігійні

#### Християнство
Католицька церква:
- День Блаженного Бенедикта XI.

 Православна церква:
- Преподобноих Іова та Феодосія, ігуменів Манявських.
- Преподобного Фоми, що в Малеї.
- Преподобного Акакія, про якого розповідається в Ліствиці.
- Мучеників Перегрина, Лукіана, Помпея, Ісихія, Папія, Саторнина і Германа.
- Преподобномучеників Єпиктета, пресвітера, і Астіона, монаха.
- Мученика Євангела.
- Мучениці Киріакії.

 Лютеранська церква:

#### Синто
- Танабата

### Інші
- у 2049, 3049,.. — день квадратного кореня

## Події
- 1438 — французький король Карл VII проголосив Прагматичну санкцію, за якою затвердився пріоритет королівської влади над владою Папи Римського.
- 1572 — зі смертю короля Речі Посполитої Сигізмунда II перервалась чоловіча лінія династії Ягеллонів, котра правила Польщею і Литвою з 1386 року.
- 1659 — об'єднане українсько-польсько-кримське військо на чолі з Іваном Виговським розбило московське військо під Конотопом.
- 1664 — початок 13-тижневої Облоги Ставищ військами київського воєводи Стефана Чарнецького .
- 1709 — шведський король Карл XII під час бойової вилазки під Полтавою отримав вогнестрільне поранення в ногу.
- 1881 — у «Журналі для дітей» (Рим) уперше надрукована казка «Піноккіо».
- 1915 — у османському місті Трабзон почався вірменський погром.
- 1923 — у Празі відкрито Український педагогічний інститут імені Драгоманова.
- 1940 — у Львові відкрито Літературно-меморіальний музей Івана Франка.
- 1954 — відбувся радіодебют Елвіса Преслі — його пісня «That's All Right (Mama)» прозвучала на УКХ-станції Мемфіса.
- 1963 — стався Іссикський сель, один з найбільших і руйнівних селевих потоків на території СРСР.
- 1967 — у Великій Британії The Beatles випустили свій хіт «All You Need Is Love».
- 1977 — США провели перше випробування «гуманної» зброї — нейтронної бомби, після вибуху якої гинуть лише живі істоти, а будівлі і техніка залишаються неушкодженими.
- 1978 — проголошено незалежність Соломонових островів.
- 1987 — у Чорнобилі розпочався судовий процес над трьома керівниками Чорнобильської АЕС, котрих звинуватили у вибуху на станції за рік перед тим.
- 1989 — в Сімферополі почалася видаватися газета кримськотатарською мовою «Къырым»/«Qırım».
- 1990 — в Римі вперше виступили разом три видатні тенори сучасності — Лучано Паваротті, Пласідо Домінго і Хосе Каррерас. Концерт був добродійною акцією, а запис виступу співаків розійшовся рекордним тиражем в історії класичної музики.
- 2005 — серія вибухів бомб в лондонському метро і міських автобусах.
- 2009 — поховали «короля поп-музики» Майкла Джексона.

## Народились
Дивись також Категорія:Народились 7 липня
- 1852 — Володимир Науменко, український громадсько-політичний діяч, педагог, вчений-філолог, етнограф, літературознавець
- 1860 — Густав Малер, австрійський композитор, оперний і симфонічний диригент.
- 1861 — Нетті Стівенс, американський біолог, який першим встановив залежність статі від набору хромосом
- 1882 — Янка Купала (Іван Луцевич), класик білоруської літератури, письменник, поет і драматург
- 1884 — Леон Фойхтванґер, німецький письменник.
- 1891 — Курібаясі Тадаміті, генерал-лейтенант Імперської армії Японії, організатор і керівник оборони острова Іодзіма під час Другої світової війни.
- 1893 — Мирослав Крлежа, хорватський письменник та драматург.
- 1899 — Джордж К'юкор, американський кінорежисер і сценарист («Газове світло», «Моя чарівна леді»).
- 1901 — Вітторіо Де Сіка, італійський кінорежисер та актор, один з видатних діячів італійського та світового кіно.
- 1904 — Михайло Мороз, видатний український художник, працював у США, відомий своїми експресіоністськими пейзажами.
- 1907 — Роберт Гайнлайн, американський письменник, один з основоположників наукової фантастики
- 1921 — Петро Яцик, канадійський підприємець українського походження, меценат і філантроп
- 1927 — Григорій Гавриленко, український художник, графік, майстер книжкової ілюстрації.
- 1930 — Генк Моблі, американський джазовий саксофоніст.
- 1932 — Джо Завінул, австрійсько-американський джазовий музика і композитор
- 1940 — Рінґо Старр (Річард Старкі), рок-музикант (The Beatles), співак («It Don't Come Easy», «Photograph», «You're Sixteen»).
- 1944 — Тото Кутуньйо (Сальваторе Кутуньо), італійський композитор, співак.
- 1975 — Захар Прилєпін (справжнє ім'я: Євген Придєпін),  російський політик, письменник, пропагандист, публіцист.
- 1981 — Макс Левін, український фотокореспондент, документальний фотограф
- 1984 — Олексій Гончарук, український політик, юрист, 17-ий прем'єр міністр України.

## Померли
Дивись також Категорія:Померли 7 липня
- 1531 — Тільман Ріменшнайдер, німецький скульптор і різьбяр.
- 1572 — Сигізмунд II Август  — король польський, Великий князь Литовський
- 1573 — Джакомо да Віньола, відомий архітектор Італії доби маньєризму і ранішнього бароко.
- 1816 — Річард Брінслі Шерідан, видатний англійський письменник, драматург, політик.
- 1840 — Станкевич Микола Володимирович, філософ, письменник, поет українського походження.
- 1898 — Микола Ярошенко, український живописець, художник-передвижник.
- 1910 — Антон Попель, польський скульптор, один із провідних львівських скульпторів кінця XIX — початку XX ст.
- 1930 — Артур Конан Дойл англійський письменник, автор повістей і оповідань про Шерлока Голмса
- 1933 — Микола Скрипник, не витримавши звинувачень в українському буржуазному націоналізмі, покінчив життя самогубством міністр освіти України.
- 2006 — Сід Барретт, англійський співак, композитор, гітарист, учасник гурту Pink Floyd
- 2018 — Левко Лук'яненко, український політичний діяч. Автор декларації про незалежність України